# 7 Wonders
7 Wonders è un gioco di carte in stile tedesco ideato da Antoine Bauza e pubblicato dalla Repos Production nel 2010. Ha vinto numerosi premi internazionali nel 2011, tra cui il Kennerspiel des Jahres, il Deutscher Spiele Preis, l'International Gamers Award e il Premio À la Carte.
Il gioco è stato pubblicato in italiano sia dalla Repos Production (un'edizione multilingua comprendente olandese, inglese, tedesco, italiano e spagnolo), che esclusivamente in italiano dalla Asterion Press nel 2011.

## Preparazione e svolgimento di gioco
Ogni giocatore riceve una plancia raffigurante una delle sette meraviglie del mondo, che rappresenta la civiltà che controlla. Nella parte inferiore della plancia sono indicati i bonus che la meraviglia offre qualora vengano soddisfatti i requisiti di ciascuno dei vari stadi di avanzamento di costruzione (in numero di 2, 3 o 4) mentre nell’angolo in alto a sinistra sono riportate le risorse iniziali a disposizione del giocatore.
Una partita a 7 Wonders si articola in tre turni, definiti Epoche, che sono progressivamente più avanzate. Ad ogni epoca è associato quindi un mazzo di carte distinto in categorie, ciascuna rappresentata da un colore: 
- Carte Marroni: sono le materie prime, in numero di 4, rappresentate da Legname, Mattoni, Oro e Pietra. Sono assenti nel mazzo della Terza Era;
- Carte Grigie: sono i prodotti finiti, in numero di 3, rappresentati da Pergamena, Tessuto e Vetro. Sono assenti nel mazzo della Terza Era;
- Carte Rosse: sono le strutture militari, che forniscono scudi utili per vincere gli scontri militari, che avvengono al termine di ciascun’era;
- Carte Gialle: sono le strutture commerciali, che forniscono monete, sconti e risorse per agevolare il commercio dei giocatori con i propri vicini;
- Carte Blu: sono le strutture civili, che forniscono direttamente dei punti vittoria;
- Carte Verdi: sono le strutture scientifiche, le quali recano un simbolo scientifico tra Compasso, Stele e Ruota e forniscono punti per ogni set formato dai 3 suddetti simboli (7 punti) o esponenzialmente per ogni carta che reca lo stesso simbolo (Es: 4 carte con il simbolo scientifico Compasso corrispondono a 16 punti, 3 carte con il simbolo Stele forniscono 9 punti, 1 carta con il simbolo Ruota vale 1 punto);
- Carte Viola: sono le gilde, che forniscono punti vittoria in base alle carte e/o stadi della meraviglia costruiti da ogni giocatore o dai i propri vicini. Sono presenti solo all’interno del mazzo della Terza Era.

Ogni carta riporta il proprio costo di costruzione, che può essere nullo, richiedere di possedere alcune risorse o di pagare monete d'oro. Le risorse mancanti possono essere acquistate dai giocatori vicini in un costo di monete d’oro pari a 2 per ogni risorsa, a meno che il giocatore non abbia giocato delle carte gialle che possano ridurre lo scambio commerciale con il vicino. Il costo di alcune strutture può essere ignorato se si possiede una specifica struttura dell'era precedente dotata di un simbolo di concatenazione.
All'inizio di ogni era ogni giocatore riceve sette carte del mazzo di quell'era. Ogni giocatore sceglie contemporaneamente agli altri una singola carta dalla propria mano da giocare e quindi passa il resto della mano al giocatore vicino (alla sua sinistra nella prima e terza era e alla sua destra nella seconda era) e le carte giocate vengono rivelate contemporaneamente. Nei turni successivi, si ripete quanto detto sino a quando ogni giocatore non resta con una singola carta in mano, che deve essere scartata.
Al termine di ogni era vengono risolti i conflitti militari tra vicini, quindi si distribuisce una nuova mano di 7 carte dal mazzo dell'era successiva e si prosegue. Terminato il terzo conflitto militare, i giocatori conteggiano i punti ottenuti dalle differenti carte: chi ha ottenuto più punti vince.
Ci sono sette modi per raccogliere punti vittoria:
1. Vittoria militare: forniscono 1 punto per le vittorie nella Prima Era, 3 punti per quelle nella Seconda Era e 5 punti per quelle nella Terza Era. Un giocatore sconfitto riceve invece 1 punto negativo al termine di ogni epoca;
2. Monete d'oro: forniscono 1 punto per ogni tre monete d'oro che un giocatore possiede alla fine del gioco;
3. Stadi della Meraviglia: ogni Meraviglia conferisce un numero di punti vittoria differente come ricompensa per lo stadio di avanzamento nel costruirla;
4. Strutture civili (carte blu): ogni struttura conferisce un numero di punti vittoria fisso, che generalmente aumenta con il progredire delle ere;
5. Strutture commerciali (carte gialle): alcune di queste strutture, generalmente quelle della Terza Era, conferiscono punti vittoria basati su altre strutture/risorse che un giocatore e/o i propri vicini hanno costruito;
6. Strutture scientifiche (carte verdi): per ogni set di 3 simboli diversi o per ogni gruppo di carte con lo stesso simbolo;
7. Gilde (carte viola): forniscono punti vittoria, basati su quello che un giocatore e/o i propri vicini hanno costruito.

## Espansioni
Sono state pubblicate le seguenti espansioni ufficiali: 
- 7 Wonders: Leaders (pubblicata nel 2011) aggiunge un nuovo tipo di carte, le carte Leader, di colore bianco, raffiguranti personaggi storici dell’antichità che forniscono nuove modalità di acquisizione di punti, e due nuove meraviglie: Roma e Abu Simbel (inclusa a partire dalla seconda edizione del gioco). Ogni giocatore riceve quattro carte Leader a inizio partita e ne può giocare una all'inizio di ogni Epoca pagandone il relativo costo in monete.
- 7 Wonders: Cities (pubblicata nel 2012) porta il numero di giocatori massimo a 8, aggiunge 2 nuove meraviglie, Petra e Bisanzio, e un nuovo tipo di carta, le città in rovina, di colore nero.
- 7 Wonders: Wonder Pack (pubblicata nel 2013) aggiunge 4 nuove schede Meraviglia: Abu Simbel, la Grande Muraglia cinese, Stonehenge e il Manneken Pis di Bruxelles, quest'ultima in una versione leggermente diversa da quella distribuita alla Fiera di Essen 2010.
- 7 Wonders: Babel (pubblicata nel 2014) aggiunge la Torre di Babele e ciascun giocatore può decidere se dare assistenza alla civiltà emergente partecipando alla costruzione della sua torre e dei monumenti circostanti.
- 7 Wonders: Anniversary Pack (Leaders e Cities (pubblicate nel 2017) aggiungono rispettivamente 15 carte Leader (bianche) e Nere (Città in rovina) da aggiungere a quelle delle rispettive espansioni.
- 7 Wonders: Armada (pubblicata nel 2018) aggiunge altre carte edificio e una plancia in cui far avanzare delle navi (dopo aver costruito una carta del rispettivo colore) per ottenere dei bonus.
- 7 Wonders: Edifice (pubblicata nel 2023) è una versione aggiornata di 7 Wonders: Babel, aggiunge le carte Struttura, alle quali possono partecipare i giocatori tramite segnalini partecipazione, e due nuove meraviglie, Ur e Cartagine.

### Espansioni promozionali
- Carta meraviglia Manneken Pis, distribuita alla Fiera di Essen 2010.[4]
- Carta leader Stevie Wonder (2011).[5]
- Carta meraviglia Catan, distribuita alla Fiera di Essen, 2011.[6][7]
- Carta leader Louis Armstrong (2012).[8]
- Carta leader Esteban (2012).[9]
- Carte leader Wil Wheaton (2014).
- Carta leader Nimrod (2014) (necessita di Babel).
- Carta meraviglia Siracusa (2018) (necessita di Armada). Dalla seconda edizione del gioco, è già inclusa nell'espansione Armada.

## Meraviglie
Le Meraviglie rappresentano la civiltà che ogni giocatore controlla e presentano vari stadi di costruzione, ognuno dei quali permette di ricevere delle ricompense qualora venga soddisfatto. Ciascuna plancia presenta un Lato Giorno, con stadi di costruzione facili da soddisfare e consigliato per giocatori principianti, e un Lato Notte, con stadi di costruzione più avanzati ma con ricompense più redditizie e consigliato per giocatori già avviati. Le Meraviglie introdotte nel gioco base sono 7: 
- Colosso di Rodi: fornisce, dal lato Giorno, 10 punti vittoria e due scudi, e, dal lato Notte, 7 punti vittoria, 7 monete e due scudi;
- Faro di Alessandria: fornisce, dal lato Giorno, 10 punti vittoria e una risorsa a scelta tra le materie prime (marroni), e, dal lato Notte, 7 punti vittoria, una risorsa a scelta tra le materie prime (marroni) e una risorsa a scelta tra le materie artificiali (grigie);
- Giardini Pensili di Babilonia: fornisce, dal lato Giorno, 10 punti vittoria e un simbolo scientifico a scelta mentre, dal lato Notte, oltre ad un simbolo scientifico a scelta, consente di poter giocare entrambe le ultime carte dell’ultimo turno di ogni epoca;
- Mausoleo di Alicarnasso: fornisce, dal lato Giorno, 10 punti vittoria e permette di giocare gratuitamente una carta dagli scarti; dal lato Notte fornisce invece 3 punti vittoria e permette di giocare gratuitamente una carta dagli scarti per tre volte;
- Statua di Zeus ad Olimpia: fornisce, dal lato Giorno, 10 punti vittoria e permette di giocare gratuitamente la prima carta, di qualsiasi colore, all’inizio di ogni epoca; dal lato Notte, invece, fornisce altrettanti 10 punti vittoria e permette di giocare gratuitamente la prima e l’ultima carta di ogni epoca;
- Tempio di Atena ad Éfeso: fornisce, dal lato Giorno, 10 punti vittoria e 9 monete, e, dal lato Notte, 10 punti vittoria e 12 monete;
- Piramide di Cheope di Giza: è l’unica meraviglia a fornire solo punti: dal lato Giorno, ne fornisce 15, mentre dal lato Notte, ne fornisce 20;

Espansione: Leaders
Con l’espansione Leaders, vengono aggiunte due nuove Meraviglie: 
- Colosseo di Roma: è l’unica meraviglia a non fornire una risorsa di partenza ma bensì permette di giocare gratuitamente tutte le carte Leader in proprio possesso. Dal lato Giorno, fornisce unicamente 10 punti vittoria, mentre dal lato Notte, permette di pescare ulteriori 4 carte Leader e di giocarne 2 gratuitamente;
- Tempio di Abu Simbel: fornisce, dal lato Giorno, 8 punti vittoria e permette, grazie al suo ultimo stadio di costruzione, di conservare una carta Leader già giocata nello spazio “Sarcofago” per ottenere un quantitativo di punti vittoria pari al doppio del costo della carta Leader conservata. Dal lato Notte, permette invece di utilizzare lo spazio sarcofago due volte;

Espansione: Cities
Con l’espansione Cities, vengono aggiunte due nuove Meraviglie: 
- Bisanzio: fornisce punti Diplomazia per evitare scontri militari grazie al suo secondo stadio di costruzione;
- Petra: permette di utilizzare le monete come risorsa per gli stadi di costruzione.

Espansione: Edifice
Con l’espansione Edifice, vengono aggiunte due nuove Meraviglie:
- Ziggurat di Ur: permette, grazie al suo secondo stadio di costruzione, di ottenere un segnalino partecipazione aggiuntivo così da raddoppiare i vantaggi ottenuti dalla costruzione della Struttura della stessa epoca;
- Cartagine: introduce una nuova meccanica di costruzione di uno stadio della Meraviglia, potendo scegliere solo una tra due ricompense offerte dal suo secondo stadio di costruzione, rinunciando definitivamente all’altra.

## Spin off
Nel 2015 viene pubblicato uno spin-off del gioco chiamato 7 Wonders Duel per 2 soli giocatori. L'anno successivo il gioco viene arricchito dalla prima espansione 7 Wonders Duel: Pantheon che aggiunge nuove funzionalità al gioco attraverso la rotazione di un pantheon degli dei. Aggiunge anche 2 nuove meraviglie al gioco.

## Premi e riconoscimenti

### 7 Wonders
- 2010
  - Tric Trac d'Or: Gioco dell'anno;
  - Meeples' Choice Award: vincitore;
- 2011
  - Deutscher Spiele Preis: vincitore;
  - Kennerspiel des Jahres: vincitore;
  - Premio À la Carte: gioco di carte dell'anno;
  - International Gamers Award: vincitore[10];
  - BoardGameGeek Golden Geek: Miglior gioco per famiglie[11];
  - Lucca Comics & Games: miglior gioco di carte, vincitore;
  - As d'Or: vincitore Prix du Jury;

### 7 Wonders: Duel
- 2016
  - Premio À la Carte: gioco di carte dell'anno;

## Campionato italiano di 7 Wonders Duel
Dal 2017 si svolge la finale nazionale organizzata dalla  Board Italian Gamers, su boarditaliangamers.it. Di seguito l'elenco delle edizioni con i relativi vincitori.
| Edizione | Anno | Sede della finale | Manifestazione    | Campione d'Italia | Secondo classificato | Terzo classificato | Quarto classificato |
| -------- | ---- | ----------------- | ----------------- | ----------------- | -------------------- | ------------------ | ------------------- |
| I        | 2017 | -                 | -                 | Mirabella Roberto | Giuliani Alessandro  | Mengarelli Nicolò  | Giuliani Carlo      |
| II       | 2018 | -                 | -                 | Mirabella Roberto | Teatini Stefano      | Ferro Michele      | Venturelli Fabio    |
| III      | 2022 | Roma              | Roma Est in Gioco | Baldazzi Stefano  | Marchetto Stefano    | Ponturo Raffaele   | De Simone Marco     |

## Campionato italiano di 7 Wonders
Organizzato dalla Boardgame League fino al 2016 e dalla BIG dal 2017 coinvolge ogni anno centinaia di giocatori e appassionati da tutta Italia. Di seguito l'elenco delle edizioni con i relativi vincitori.
| Edizione | Anno | Sede della finale | Manifestazione    | Campione d'Italia   | Secondo classificato | Terzo classificato  | Quarto classificato |
| -------- | ---- | ----------------- | ----------------- | ------------------- | -------------------- | ------------------- | ------------------- |
| I        | 2012 | Modena            | PLAY              | Davide Genestreti   | Marco Missiroli      | Roberto Mirabella   |                     |
| II       | 2013 | Modena            | PLAY              | Lorenzo Rocci       | Alberto Carpani      | Claudio Vironda     |                     |
| III      | 2014 | Caorle            | BGL Con           | Enrica Cecchi       | Carmine Vattimo      | Gabriele Timolati   |                     |
| IV       | 2015 | Marotta           | BGL Con           | Andrea Nuovo        | Alessandro Giuliani  | Lorenzo Rocci       |                     |
| V        | 2016 | Roma              | Roma Est in gioco | Marco De Simone     | Antonio Pantani      | Ennio Pantani       |                     |
| VI       | 2017 | Roma              | Roma Est in gioco | Davide Genestreti   | Carmine Vattimo      | Alessandro Giuliani | Eleonora Sisci      |
| VII      | 2018 | Busnago           | Busnago CON       | Andrea Nuovo        | Federico Pederneschi | Davide Genestreti   | G. Govoni           |
| VIII     | 2020 | Busnago           | Busnago CON       | Alessandro Giuliani | Andrea Nuovo         | Sarno Spartaco      | Carmine Vattimo     |
| IX       | 2021 | Milano            | Giochi Sforzeschi | Davide Genestreti   | Alessandro Calamida  | Mauro Albertini     | Alessandro Giuliani |
| X        | 2022 | Milano            | Giochi Sforzeschi | Giacomo Negrini     | Giovanni Lonati      | Giacomo Giudi       | Alessandro Giuliani |

7 Wonders Cities
| Edizione | Anno | Sede della finale | Manifestazione       | Coppia vincitrice                   | Coppia seconda classificata           | Coppia terza classificata        | Coppia quarta classificata          |
| -------- | ---- | ----------------- | -------------------- | ----------------------------------- | ------------------------------------- | -------------------------------- | ----------------------------------- |
| I        | 2013 | Bologna           | Asterion Gaming Days | Claudio Vironda Lorenzo Rocci       |                                       |                                  |                                     |
| II       | 2017 | Aosta             | Gioca Aosta          | Carmine Vattimo Alessandro Giuliani | Sonia Prella Marco Braghin            | Andrea Nuovo Lorenzo Rocci       | S. Parruca L. Piatti                |
| III      | 2018 | Aosta             | Gioca Aosta          | Claudio Vironda Lorenzo Rocci       | Carmine Vattimo Alessandro Giuliani   | Davide Genestreti Elena Selva    | Lisa Tomasucci Serena De Angelis    |
| IV       | 2019 | Aosta             | Gioca Aosta          | Carmine Vattimo Alessandro Giuliani | Carlo Giuliani Enrica Cecchi          | Fabio Negro Francesca Amelio     | Lisa Tomasucci Serena De Angelis    |
| V        | 2021 | Aosta             | Gioca Aosta          | Andrea Nuovo Lorenzo Rocci          | Davide Genestreti Giorgia Genestreti  | Fabio Negro Francesca Amelio     | Carmine Vattimo Alessandro Giuliani |
| VI       | 2022 | Aosta             | Gioca Aosta          | Carmine Vattimo Alessandro Giuliani | Andrea Nuovo Lorenzo Rocci            | Sonia Prella Marco Braghin       | Carlo Giuliani Enrica Cecchi        |
| VII      | 2023 | Aosta             | Gioca Aosta          | Davide Genestreti Andrea Nuovo      | Gabriella Perotti Alessandro Giuliani | Federico Merlin Francesca Amelio | Carlo Giuliani Enrica Cecchi        |